# Carles Casals i Ribes
Carles Casals i Ribes   (Sants-Montjuïc, 29 d'agost de 1852 - Bonastre, 1908) va ser un organista, pianista, professor i compositor molt vinculat a la vila del Vendrell. Els seus fills Enric i sobretot Pau van ser músics d'anomenada.

## Biografia
Era un dels tres fills de Miquel Casals i Anglarill i Eulàlia Ribas Casals, i net per part de pare de Joan Casals Martí i Mariàngela Anglarill i Comajuncosa.
Quan tenia 20 anys es presentà per a la plaça d'organista de l'església parroquial del Vendrell i la guanyà; a més, posteriorment en dirigí també el cor.
Entre els anys 1890-1891 renuncià a la plaça d'organista i es traslladà a Barcelona amb la seva família.
Carles Casals tenia excel·lents qualitats per la pedagogia musical i es guanyà la vida fent classes de solfeig i piano on va tenir un gran nombre de deixebles, entre els quals destaquen la que va ser la seva dona, Pilar Defilló i els seus fills Enric i Pau Casals i Defilló; també ho foren els músics vendrellencs Benvingut Socias (pianista), Bonaventura Dini (violoncel·lista) i Pau Palau Calaf.

## Obres
- Los pastorcillos en Belén (1883), remusicació d'uns pastorets nadalencs antics que es representaven al Vendrell. Música de Carles Casals, amb alguna col·laboració del seu fill Pau, aleshores de set anys[2]